# Club Sportivo Independiente General Pico
Il Club Sportivo Independiente de General Pico, o semplicemente Independiente, è stato una società di pallacanestro argentina con sede a General Pico, nella Provincia di La Pampa.